# غول کوچک
غول کوچک (انگلیسی: Little Giant) فیلمی به کارگردانی ویلیام ای. سایتر محصول سال ۱۹۴۶ کشور ایالات متحده آمریکا است.